# Hilara media
Hilara media är en tvåvingeart som beskrevs av Collin 1927. Hilara media ingår i släktet Hilara och familjen dansflugor. Inga underarter finns listade i Catalogue of Life.